# Gérard Calvi
Gérard Calvi (eigentlich Grégoire Elie Krettly, * 26. Juli 1922 in Paris; † 20. Februar 2015 ebenda) war ein französischer Komponist.

## Leben
Gérard Calvi war der Sohn des Violinisten Robert Krettly. Er studierte am Pariser Konservatorium und gewann 1945 den Prix de Rome. Er komponierte u. a. Titel für Edith Piaf, Frank Sinatra und Liza Minnelli, ebenso zahlreiche symphonische Werke und mindestens eine Oper, La Cantatrice Chauve (Die kahle Sängerin, nach dem gleichnamigen Theaterstück von Eugène Ionesco). Vor allem wurde er aber als Filmmusikkomponist bekannt. Er schrieb mit dem Asterix Theme eines der bekanntesten Zeichentrickthemen.
Calvi engagierte sich in der französischen Gesellschaft für Autorenrechte SACEM, deren Leiter er von 1970 bis Ende der 1990er Jahre war.
Er hatte zwei Söhne, darunter den Journalisten und Fernsehmoderator Yves Calvi.

## Filmmusiken (Auswahl)
- 1951: Blaubart
- 1961: Der tolle Amerikaner (La belle Américaine)
- 1961: Die unfreiwillige Weltreise der Familie Fenouillard (La famille Fenouillard)
- 1963: Karambolage (Carambolages)
- 1963: In Gesellschaft Max Linders (En compagnie de Max Linder)
- 1964: Angst in der Stadt (La cité de l’indicible peur)
- 1964: Die schwarze Tulpe (La tulipe noire)
- 1966: Der Lord mit der MP (Le Saint prend l’affût)
- 1967: Balduin, der Trockenschwimmer (Le Petit baigneur)
- 1967: Asterix der Gallier (Astérix le Gaulois)
- 1967: Geheimnisse in goldenen Nylons (Deux billets pour Mexico)
- 1968: Asterix und Kleopatra (Astérix et Cléopâtre)
- 1972: Wie bitte werde ich ein Held? (À la guerre comme à la guerre)
- 1976: Asterix erobert Rom (Les Douze Travaux d’Astérix)
- 1981: Wettlauf nach Bombay (La nouvelle malle des Indes) (TV)